# Tavastia Club
Tavastia Club er en populær rockmusik-klub i Helsinki, Finland. Hver nytårsaften spiller HIM i klubben som en del af en mini-festival.
I 1970 fik klubben navnet Tavastia Club. Programmet omfattede ugentlige jazz, rock og diskotekoncerter. I løbet af 1970'erne ville mange bands blive 
berømte i Finland og i udlandet fra koncerterne i Tavastia. Kapaciteten er 700 personer 
I 2010 fejrede Tavastia Club sit 40 -års jubilæum. For at fejre jubilæet blev "Tavastia Awards" oprettet, en pris for at promovere levende musik og støtte nye kunstnere.
De første "Tavastia Awards" blev uddelt den 19. oktober 2010. Prisen gik til Villa Nah, Lighthouse Project og Kumpula Band Club. Præmiesummen er 1000 euro

## Bands der har optrådt i klubben
- The 69 Eyes
- 50 Cent
- AC/DC
- Alice In Chains
- Anthrax
- Black Sabbath
- Celtic Frost
- Children Of Bodom
- D.A.D
- Dead Kennedys
- Europe
- Dr. Alban
- Foo Fighters
- The Gazette
- Hawkwind
- HIM
- The Hives
- Kalmah
- Kamelot
- Kreator
- Lordi
- Nazareth
- New York Dolls
- Nick Cave and the Bad Seeds
- Nightwish
- Offspring
- The Pogues
- Ramones
- Brian Setzer
- Sonata Arctica
- Sonic Youth
- The Stone Roses
- Suede
- The Wailers
- Tom Waits
- W.A.S.P.